# ヒポミケス属
ヒポミケス属（Hypomyces）は、ボタンタケ目ボタンタケ科の子嚢菌の属で、ヒポミケスキンとも呼ばれる。他の菌類に寄生し、宿主により異なるタケリタケ、ツヅミタケの俗称をもつ。

## 生態
いずれも他の菌類に寄生して生活する。ヒポミケスキンそのものの子実体はいたって目立たず､一般には径も高さも1ミリ程度に過ぎない子嚢殻としての体制を有する。この子実体は､多くの場合は宿主となったほかの菌の子実体上に群生し､宿主の形態や色調を､宿主本来のものとは異なるものに変貌させる。一般に認識されるのは､宿主の子実体とヒポミケスキンの子嚢殻とが一体化した状態のものである。
テングタケ類を宿主とした場合は「タケリタケ（猛り茸）」、ベニタケ属やチチタケ属の菌が宿主となっている場合は「ツヅミタケ」の俗称で呼ばれることが多いが､宿主側もヒポミケスキン側も複数の種が存在し、一対一の対応を示すわけではないため､分類学的な正式和名としては認められていない。

## 形態
個々の子実体は微細な粒状で､拡大鏡の下では上下に細長い楕円体を示すものが多く､その径も高さも普通は1–2ミリ程度である。一般に、宿主の子実体表面に綿毛状の菌糸をマット状にはびこらせ、その菌糸になかば埋没して多数の子実体を形成することが多い。子実体そのもの、あるいは宿主表面をおおう菌糸マットの色調には、黄色・白色・オリーブ色・黄褐色・ピンク色・赤色などがある。個々の子実体の内部に無数の子嚢が形成され、その内部で作られた胞子は、子実体の先端部に開いた頂孔から外界へと射出される。
子実体の内部に形成される子嚢は細長い円筒状を呈し、先端にドーム状の「頂帽」と呼ばれる構造を備え、一個の子嚢の中に8個ずつ胞子を形成する。胞子は、一般にはやや角張った楕円体状をなし、多くの種では一枚の隔壁で仕切られており、通常は無色～淡黄色を呈し、細胞壁は厚くてその表面にはいぼ状ないしこぶ状の紋様を生じるものが多い。また、胞子の両端に、角状あるいはキャップ状の「付属体」を備える種類もある。

## 生活環
多くの種では無性世代を持つが、一部にこれを欠く種類もある。無性世代の胞子は一般に厚壁胞子と呼ばれ、厚い細胞壁を備えており、おそらく休眠・耐久のための体制であろうと推定されている。宿主に遭遇されるまでにどんな栄養源を利用しているのか、またどのようにして宿主の存在を知り、これに接近して寄生を開始するのかについては、まだほとんど知見がない。

## 宿主

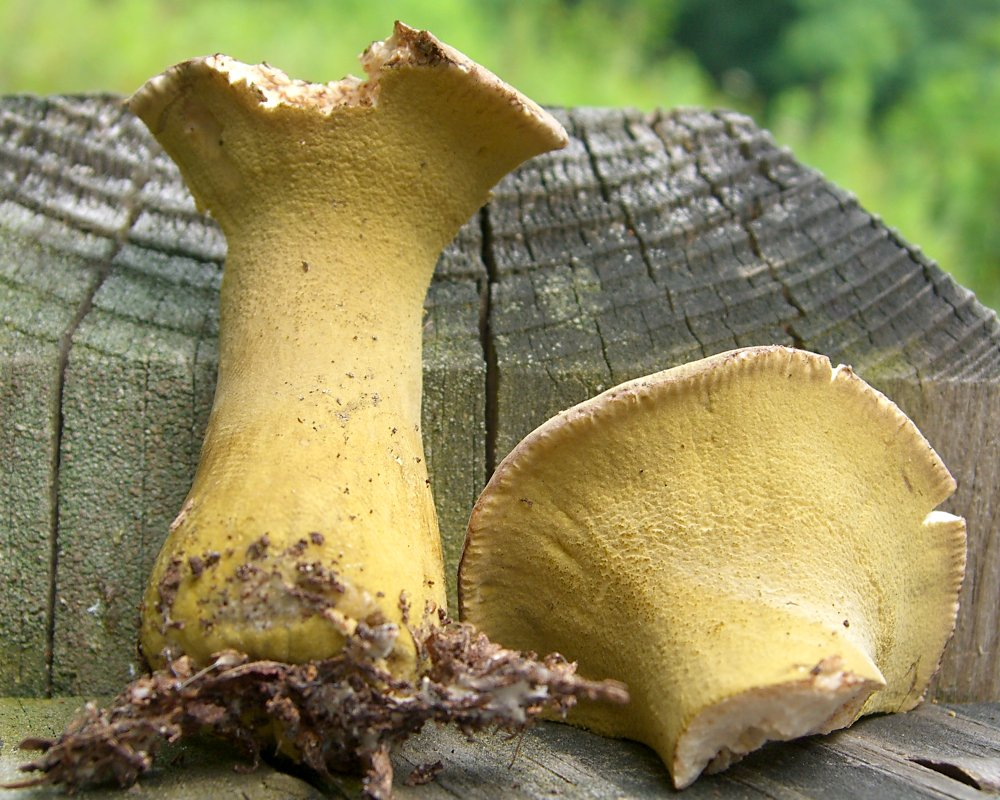
ベニタケ類に寄生したアオノキノコヤドリタケ H. luteovirens (Fr.) Tul. & C. Tul.（未熟品）

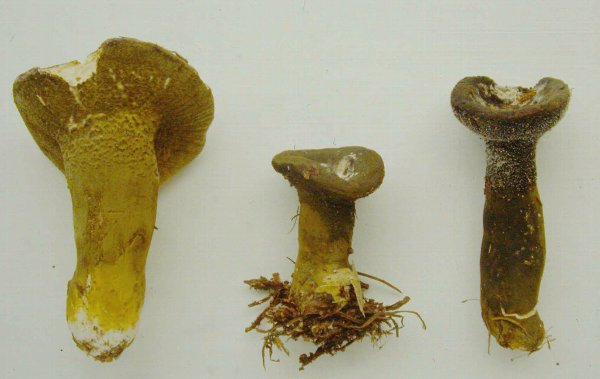
アカモミタケに寄生したアオノキノコヤドリタケH. luteovirens (Fr.) Tul. & C. Tul.（成熟品)．白い粒状物は、子嚢殻から放出された子嚢胞子．

ヒポミケス属の菌は、その種ごとに、どのような宿主を好むかがおおむね決まっている。

テングタケ属・ベニタケ属やチチタケ属・ヌメリイグチ属・アワタケ属・ヤマドリタケ属などの地上生のきのこのほか、カワラタケ属やウロコタケ属など、樹上に堅いコルク質の子実体を形成するものも宿主となり得る。

膠質の子実体を作るキクラゲ類や、子嚢菌に属するチャワンタケ類（たとえばノボリリュウ属 Helvella・シロスズメノワン属 Humaria
・ズキンタケ Leotia lubrica など）が宿主になる場合も知られている。

ヒポミケス属の菌に寄生された場合、テングタケ属のきのこでは、多くはかさが展開することなく、男性器を思わせる形態の奇形となる。ベニタケ属のものでは、宿主のかさは多少とも展開するが、ひだ同士の間隙がヒポミケスキンの菌糸で満たされて畝状の痕跡程度になる。アワタケ属やヤマドリタケ属では、かさの展開が抑制されてだるま状をなす場合が多く、宿主のかさの裏面に形成される管孔も、ヒポミケスキンの菌糸に充填される。いずれにせよ、宿主となったきのこ自身の胞子の形成や散布は、多少なりとも妨げられることとなる。

## 分布
種にもより、また宿主となる他のキノコ類の分布にも影響されるが、多くは北半球の温帯以北に分布する。日本国内でも各地に産する。日本産としては、少なくとも19種が記録されている。

## 食用
寄生するキノコの種類によって無毒であったり、有毒であるとする説があり、多くの文献においても、詳しいことは明らかになっていない。
ただし、ベニタケ類やチチタケ類をおもな宿主とするヒポミケス・ラクティフルオルム (Hypomyces lactifluorum [Schw.] Tul. & C. Tul.) は、北アメリカやイギリスでは lobster mushroom（直訳すれば「ウミザリガニタケ」）の俗称で呼ばれ、寄生するキノコの種類によっては傘の部分は非常に苦く、食用に耐えない場合もあるがクリームソースで煮込んだり、フライや温野菜サラダの素材あるいはパスタの具などとして食べられている。この種は日本にも分布している。
日本でも東北地方の一部では、アカモミタケなどがヒポミケスキンの一種に寄生され、ひだが退化した奇形となったものを「シモハツタケ」の俗称で呼んで食用に供している地方があるという。ただし、シモハツタケの名で呼ばれるものが H. lactifluorum と同一種であるかどうかは検討の余地がある。